# Branislav Sekulić
Pour les articles homonymes, voir Sekulić.
Branislav Sekulić, dit Bané ou Branko (né le 29 octobre 1906 à Belgrade et mort le 24 septembre 1968 à Fribourg), est un joueur et entraîneur de football yougoslave.

## Biographie
Né le 29 octobre 1906 à Belgrade, Branislav Sekulić commence le football dans la rue, en jouant avec des chiffons fourrés dans des chaussettes. Durant sa jeunesse, il joue dans plusieurs clubs de Belgrade, notamment au Dušanovac Belgrade où il débute en première équipe à l’âge de 15 ans, ainsi qu’au SK Soko, au Karađorđe ou au SK Jugoslavija. Sekulić est sélectionné en équipe nationale yougoslave à l’âge de 16 ans, sans l’accord de son père, qui n’aime pas ce sport.
Il rejoint ensuite la France et Paris, où il commence des études de droit, financées par le football. Après un premier passage en Suisse, il arrive à Montpellier au cours de la saison 1926-1927, en compagnie de son compatriote Pektovitch. Il joue son premier match avec le club héraultais le 23 janvier 1927 lors d’un match amical contre le FC Sète. Engagé comme étudiant et inscrit à l’école de commerce, Sekulić doit attendre plusieurs mois avant d’obtenir sa qualification et jouer son premier match officiel. Au cours de la saison suivante, il fait un séjour de plusieurs mois dans son pays d’origine avant de revenir à Montpellier. À court de forme, il reprend la compétition en janvier face au FC Sète. Il remporte, avec Montpellier, le titre de champion du Sud-Est et atteint les huitièmes de finale de la Coupe de France. L’année suivante, Branislav Sekulić remporte la Coupe de France avec Montpellier. Lors de la finale, Auguste Kramer a pu ouvrir le score après qu’un tir de Sekulić est passé sous le ventre du gardien du FC Sète Laurent Henric ; il est désigné par plusieurs journaux parisiens comme le meilleur joueur de ce match. Une semaine après son sacre en finale de la Coupe de France, Sekulić devient champion de France universitaire avec le Montpellier Université Club, battant cinq à un une équipe lilloise.
Après la victoire en Coupe de France, les relations entre Branislav Sekulić et le club montpelliérain se tendent. Ainsi, après avoir refusé de jouer un match amical face au Cercle athlétique de Paris, Sekulić part durant l’intersaison, sans l’aval de son club, en tournée avec le FC Sète. En octobre, après d’un match perdu face au FC Sète, lors duquel Sekulić se montre très passif, il publie une lettre pour se justifier et indique ne plus s’entendre avec Georges Kramer. Il quitte ensuite le club.
En 1930, il est appelé pour jouer la toute première édition de la Coupe du monde de football avec la Yougoslavie. Il termine à la quatrième place du tournoi, après plusieurs péripities lors de certains matchs. Après cette Coupe du monde, il retourne jouer en France, avant de venir en Suisse, d’abord à UGS puis à Grasshopper, jusqu’en 1935.
Il joue encore une saison au SK Jugoslavija et au FK Jedinstvo avant de mettre alors un terme à sa carrière de joueur en 1937 et d’entamer une carrière d’entraîneur.
En 1941, Sekulić perd les deux premiers enfants qu’il a eu avec sa femme Barbara, une handballeuse internationale yougoslave rencontrée lors de son retour au pays, lors du bombardement de Belgrade du 6 avril 1941. Plus tard, il est fait prisonnier par les Allemands et est déporté dans un camp dans le nord de l’Allemagne. Il quitte cet endroit neuf mois plus tard, grâce au médecin du camp, qui était celui de Grasshopper, qui lui a établi un faux certificat et mis dans un wagon de marchandises. De retour à Belgrade, il ne pèse plus que 47 kilogrammes.
Après la guerre, refusant d’adhérer au Parti communiste de Yougoslavie, Sekulić se retrouve un temps au chômage, avant de trouver un travail dans un orphelinat de guerre. Il y organise des tournois de football et se découvre un talent d’éducateur. Il devient également l’entraîneur, en 1948, du FK Vojvodina Novi Sad, avant d’être nommé à la tête de l'Étoile rouge de Belgrade en 1953. Opposant au régime titiste, il quitte définitivement la Yougoslavie en 1956 pour venir en Suisse, avant de faire venir sa famille et de demander l’asile politique. Il devient ensuite l’entraîneur du FC Fribourg, avec qui il fête l’ascension en Ligue nationale A en 1960. Il dirige également un temps l'équipe de Suisse, du RFC de Liège et du SC YF Juventus.
Branislav Sekulić est également l’un des principaux instigateurs du développement du football dans le canton de Fribourg, organisant des championnats scolaires dans la région de Fribourg avec Gaston Jungo. Il meurt le 24 septembre 1968 à Fribourg.
En son honneur, Gaston Jungo a l’idée d’étendre ces championnats à l’échelle du canton et crée le mémorial Branko Sekulic.

## Style de jeu
Selon Roger Rabier, Sekulić est un « attaquant de classe européenne, son poste de prédilection est à l'aile gauche ». Il est « rapide, élégant, merveilleux dribbleur, bon tireur, parfait technicien ».